# Imke Duplitzerová
Imke Duplitzerová (* 28. července 1975 Karlsruhe, Německo) je bývalá německá sportovní šermířka, která se specializovala na šerm kordem. Německo reprezentovala v devadesátých letech a v prvním a druhém desetiletí jednadvacátého století. Na olympijských hrách startovala v roce 2000, 2004, 2008 a 2012 v soutěži jednotlivkyň a družstev. V soutěži jednotlivkyň se na olympijských hrách 2004 a 2008 probojovala do čtvrtfinále. V roce 2002 obsadila druhé místo na mistrovství světa a v roce 1999 a 2010 získala titul mistryně Evropy v soutěži jednotlivkyň. S německým družstvem kordistek vybojovala na olympijských hrách 2004 stříbrnou olympijskou medaili. S družstvem kordistek dále vybojovala v roce 1992, 1993, 1997, 2003 a 2010 druhé místo na mistrovství světa a v roce 1998 vybojovala s družstvem titul mistryň Evropy.